# 봉이전
봉이전은 한국방송공사 1TV 특집드라마이다.

## 제작진
- 극본 : 윤대성
- 연출 : 신현수

## 출연진
- 권오현
- 기정수
- 길용우ㅡ봉이 김선달
- 김성찬
- 김애경
- 김진태
- 김청
- 김하림
- 윤문식
- 조민희
- 최선자
- 최주봉